# 阿瓜琳達 (亞利桑那州)
阿瓜林達（英語：Agua Linda）是位於美國亞利桑那州聖克魯斯縣的一個人口普查指定地區。根據2010年美國人口普查，該地共人口500人，而該地的面積約為5.00平方千米。

## 地理
阿瓜林達的座標為31°40′44″N 111°03′42″W / 31.67889°N 111.06167°W，而該地最高點為海拔高度949米（即3113英尺）。